# Урнов, Марк Юрьевич
Марк Ю́рьевич Урно́в (род. 12 мая 1947, Москва, СССР) — советский и российский экономист и политолог. Доктор политических наук, кандидат экономических наук, профессор. Декан (2004—2010), научный руководитель (2010—2019) Департамента политической науки Факультета социальных наук Высшей школы экономики.

## Биография
Учился в московской школе № 2. Окончил факультет международных экономических отношений Московского государственного института международных отношений (1970) и аспирантуру Научно-исследовательского конъюнктурного института Министерства внешней торговли СССР.
В 1970—1976 годах — научный сотрудник Научно-исследовательского конъюнктурного института Министерства внешней торговли СССР.
В 1975 году в Научно-исследовательском конъюнктурном институте Министерства внешней торговли СССР защитил диссертацию на соискание учёной степени кандидата экономических наук по теме «Вопросы ценообразования и долгосрочного прогнозирования цен на капиталистическом рынке меди».
В 1976—1979 годах — научный сотрудник Института мировой экономики и международных отношений (ИМЭМО) АН СССР, куда пришёл по приглашению Револьда Энтова.
В конце 1970-х годов заинтересовался деятельностью занимавшегося альтернативной медициной Виктора Столбуна, который, по утверждению самого Урнова, за три месяца смог вылечить его от астмы.
В 1979—1983 годах — старший научный сотрудник (социология) Института культуры Министерства культуры СССР.
В 1983—1986 годах — старший научный сотрудник (социология) Ленинградского института информатизации и автоматизации АН СССР.
В 1986—1991 годах — старший научный сотрудник (социология и политология) Института международного рабочего движения АН СССР.
В 1991—1992 годах — старший научный сотрудник (социология) Академии народного хозяйства при Правительстве СССР.
В 1992—1993 годах — главный эксперт (социология и политология) Центра предпринимательских исследований «Экспертиза».
В 1993—1994 годах — руководитель проектов Горбачёв-фонда, директор политических программ фонда «Центр политических технологий».
В 1994—1996 годах — руководитель аналитического управления президента Российской Федерации.
В 1996—1997 годах — председатель правления фонда аналитических программ «Экспертиза».
В 1997—2000 годах — первый заместитель руководителя Рабочего центра экономических реформ при Правительстве РФ.
С 2000 года — председатель фонда аналитических программ «Экспертиза».
С 2003 года — координатор клуба «Открытый форум».
С 2004 года — профессор Высшей школы экономики, преподавал курсы «Введение в политологию», «Политическое поведение» и др.
С июля 2004 по июль 2010 года — декан факультета прикладной политологии Высшей школы экономики, с июля 2010 по сентябрь 2019 года — его научный руководитель (с 2014 года — в виде департамента политической науки факультета социальных наук).
В 2008 году в РУДН защитил диссертацию на соискание учёной степени доктора политических наук по теме «Эмоциональная атмосфера общества и её влияние на политические процессы». Научный консультант — доктор политических наук Ю. А. Нисневич. Официальные оппоненты — доктор политических наук, профессор А. И. Соловьёв, доктор философских наук, профессор Т. В. Карадже и доктор социологических наук О. В. Крыштановская. Ведущая организация — кафедра политической психологии факультета политологии МГУ имени М. В. Ломоносова.
Член редакционной коллегии журнала «Общественные науки и современность» и редакционного совета журнала «Полития».

### Личная жизнь

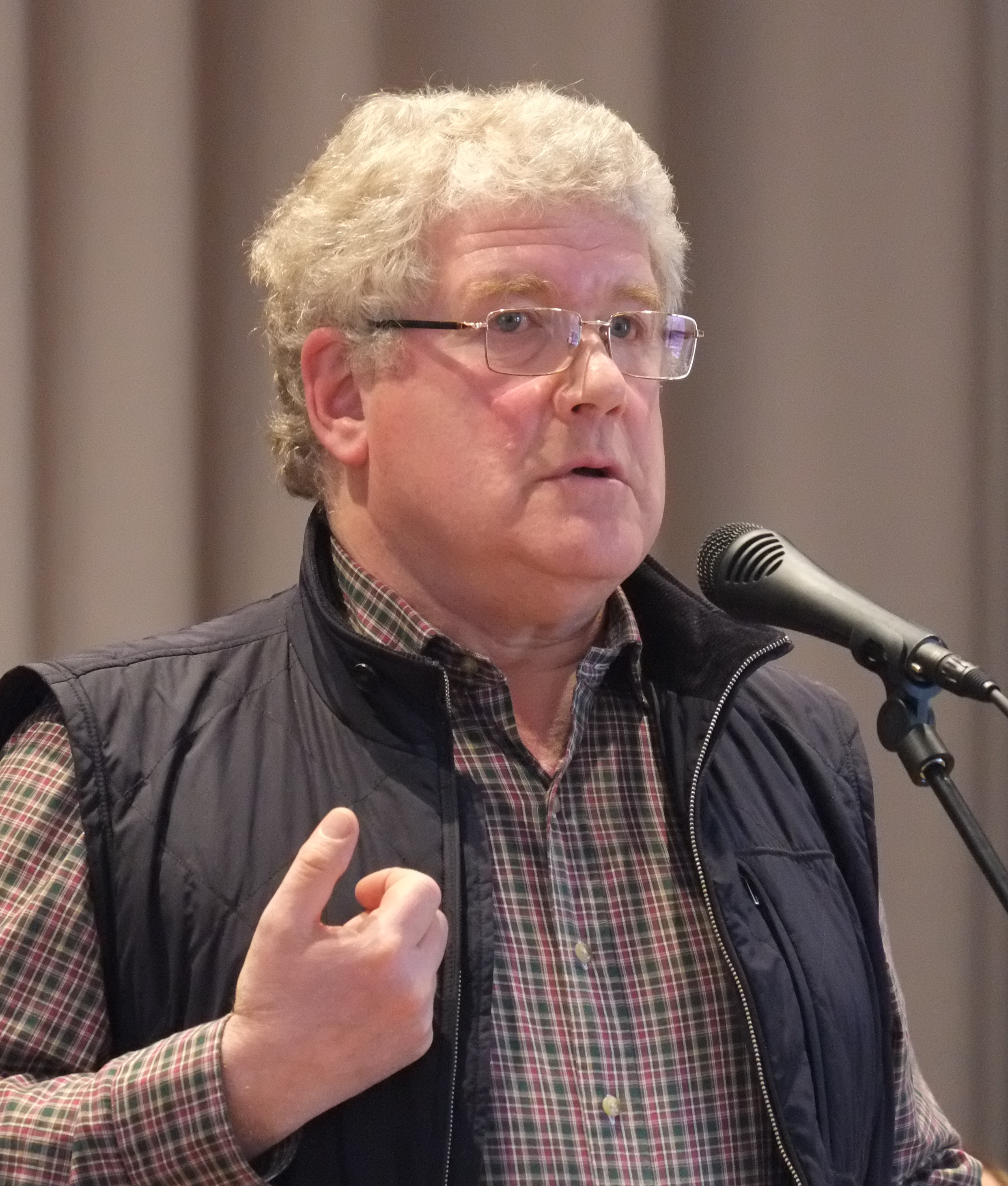
Марк Урнов на Конгрессе интеллигенции «Против войны, против самоизоляции России, против реставрации тоталитаризма» (Москва, 19 марта 2014 года)

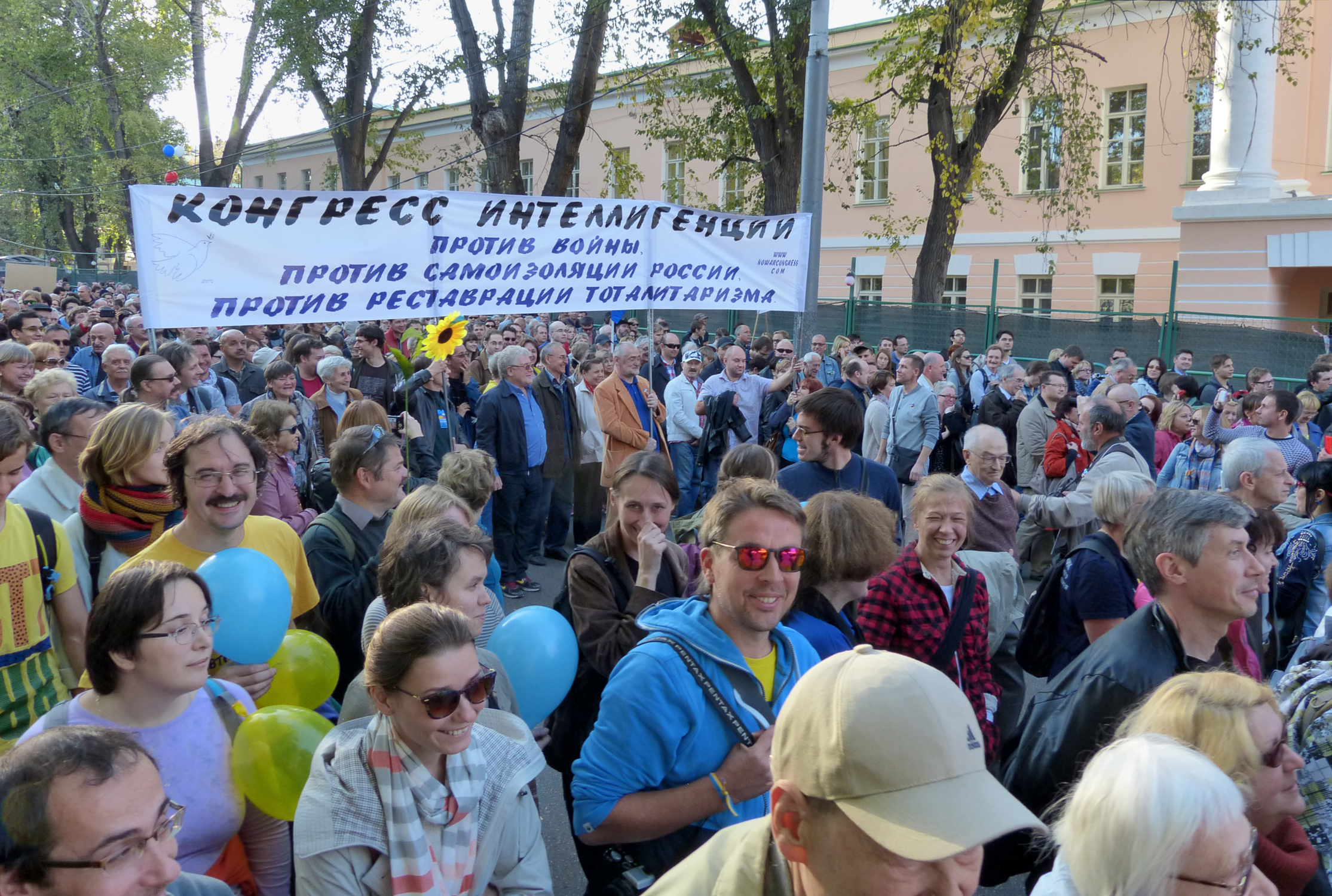
Марк Юрьевич Урнов (на фото чуть левее центра) среди участников «Марша мира» 21 сентября 2014 года в Москве

Родился в семье физика и актрисы. Из-за рождения сына его мать ушла из Театра Советской армии и стала работать в Театральном училище Щепкина, где преподавала сценическую речь. Отец, Юрий Маркович Кушнир, занимался электронными микроскопами в закрытом институте, во время войны был политработником на фронте, занимался пропагандой среди войск противника. Старший брат — Андрей Юрьевич Урнов, советский и российский дипломат и государственный деятель, бывший заместитель заведующего Международным отделом ЦК КПСС.
Дед по отцовской линии — Марк Григорьевич Кушнир, в честь которого назван Урнов бывший член партии кадетов, специалист по гнойной хирургии. Дед по материнской линии — Василий Ефимович Урнов, — школьный учитель, из крестьян, бывший член партии эсеров, в мае-октябре 1917 года — председатель Московского совета солдатских депутатов.
Первая жена — Татьяна Паперная.
Марк Урнов женат, но, по утверждению его падчерицы Анны Чедии-Сандермоен, также имеет двух совместных детей с Валерией Касамарой.
В 2000-х годах семь раз участвовал в программах Владимира Соловьёва «К барьеру» и «Поединок» в качестве спикера. Оппоненты — Владимир Жириновский (трижды), Сергей Кургинян (дважды), Дмитрий Быков и Дмитрий Рогозин. В 2003 году был помощником Ирины Хакамада в её теледебатах с Владимиром Жириновским.
Последователь Виктора Столбуна, обвиняющегося в создании секты и ненаучных жестоких методах «лечения».
В феврале 2017 года резко высказался по поводу распространённого накануне комиссией РАН по борьбе с лженаукой меморандума о вреде гомеопатии. На своей странице в фейсбуке Урнов написал: «Группа олигофренов из Российской академии наук решила объявить городу и миру о лженаучности гомеопатии. Содержательно их инициативу не комментирую: вступать в полемику с дебилами не следует». Меморандум был подписан членами комиссии при Президиуме РАН по борьбе с лженаукой и фальсификацией научных исследований (медики и биологи).
В сентябре 2020 года подписал письмо в поддержку протестных акций в Белоруссии.

## Основные направления работы
Социология
Автор и руководитель многих крупномасштабных социологических исследований, посвящённых:
- структуре российского массового сознания (ценности, политические и социально-экономические взгляды),
- политическому сознанию российской интеллектуальной и политической элит,
- проблеме «утечки умов» из России,
- сравнительному изучению ценностных ориентаций, мотиваций и стилей управления, характерных для менеджеров России, Великобритании и Японии,
- корпоративной культуре и иным гуманитарным аспектам функционирования крупных российских корпораций.

Автор и руководитель общероссийского социологического мониторинга проблем, связанных с обучением контингента исполнителей, непосредственно занятых проведением переписи населения и мониторинга процесса привлечения и отбора потенциальных переписчиков для участия во Всероссийской переписи населения 2002 года.
Политология
Автор регулярно публикуемых в СМИ краткосрочных и долгосрочных прогнозов внутриполитической ситуации в России. Ведущий регулярно проводимых мозговых штурмов и ситуационных анализов по российской внутриполитической проблематике.

## Труды
Автор 10 книг, посвящённых проблемам экономики, политики и социальной структуре российского общества, в том числе:
- Био-социальная система «человек». Л.: «Наука», 1983 (в соавторстве).
- Партийная система в России в 1989—1993 годах: опыт становления. М.: Начала Пресс, 1994 (в соавторстве).
- Средний класс в России: количественные и качественные оценки. М.: ТЕИС, 2000 (в соавторстве).
- Второй срок правления В.Путина: дилеммы российской политики. М.: «Права человека», 2004 (в соавторстве).
- Современная Россия: вызовы и ответы. М.: ФАП «Экспертиза», 2005 (соавт. В. А. Касамара)
- После империи. Афанасьев Ю., Гайдар Е., Гавров С., Иноземцев B., Ливен Д., Паин Э., Пелипенко А., Урнов М., Филиппов А., Ясин Е. — М., 2007. — 224 с. ISBN 978-5-903135-01-1.

Автор более 300 статей и интервью в различных российских и зарубежных периодических изданиях.